# Sornay (Saona e Loira)
Sornay è un comune francese di 1 997 abitanti situato nel dipartimento della Saona e Loira nella regione della Borgogna-Franca Contea.

## Società

### Evoluzione demografica
Abitanti censiti